# Ardro pri Raki
Ardro pri Raki je naselje u Općini Krško u istočnoj Sloveniji. Ardro pod Velikim Trnom se nalazi u pokrajini Dolenjskoj i statističkoj regiji Donjoposavskoj. 

## Stanovništvo
Prema popisu stanovništva iz 2002. godine Ardro pri Raki je imao 21 stanovnika.

## Vanjske poveznice
- Satelitska snimka naselja  Arhivirana inačica izvorne stranice od 29. srpnja 2017. (Wayback Machine)